# كيم سيونغ إل
كيم سيونغ إل مواليد 2 سبتمبر 1945 في كوريا الشمالية، هو لاعب كرة قدم كوري شمالي كان يلعب في مركز الهجوم. مثّل منتخب كوريا الشمالية لكرة القدم. سبق له أن لعب في كأس العالم لكرة القدم مع منتخب بلاده في مونديال عام 1966م.

## روابط خارجية
- كيم سيونغ إل على موقع الاتحاد الدولي (مؤرشف)  (الإنجليزية)
- كيم سيونغ إل على موقع قاعدة بيانات كرة القدم.إي يو (الإنجليزية)
- كيم سيونغ إل على موقع ناشيونال فوتبول تيمز (الإنجليزية)
- كيم سيونغ إل على موقع عالم كرة القدم.نت (الإنجليزية)